# リトル・ホンダ

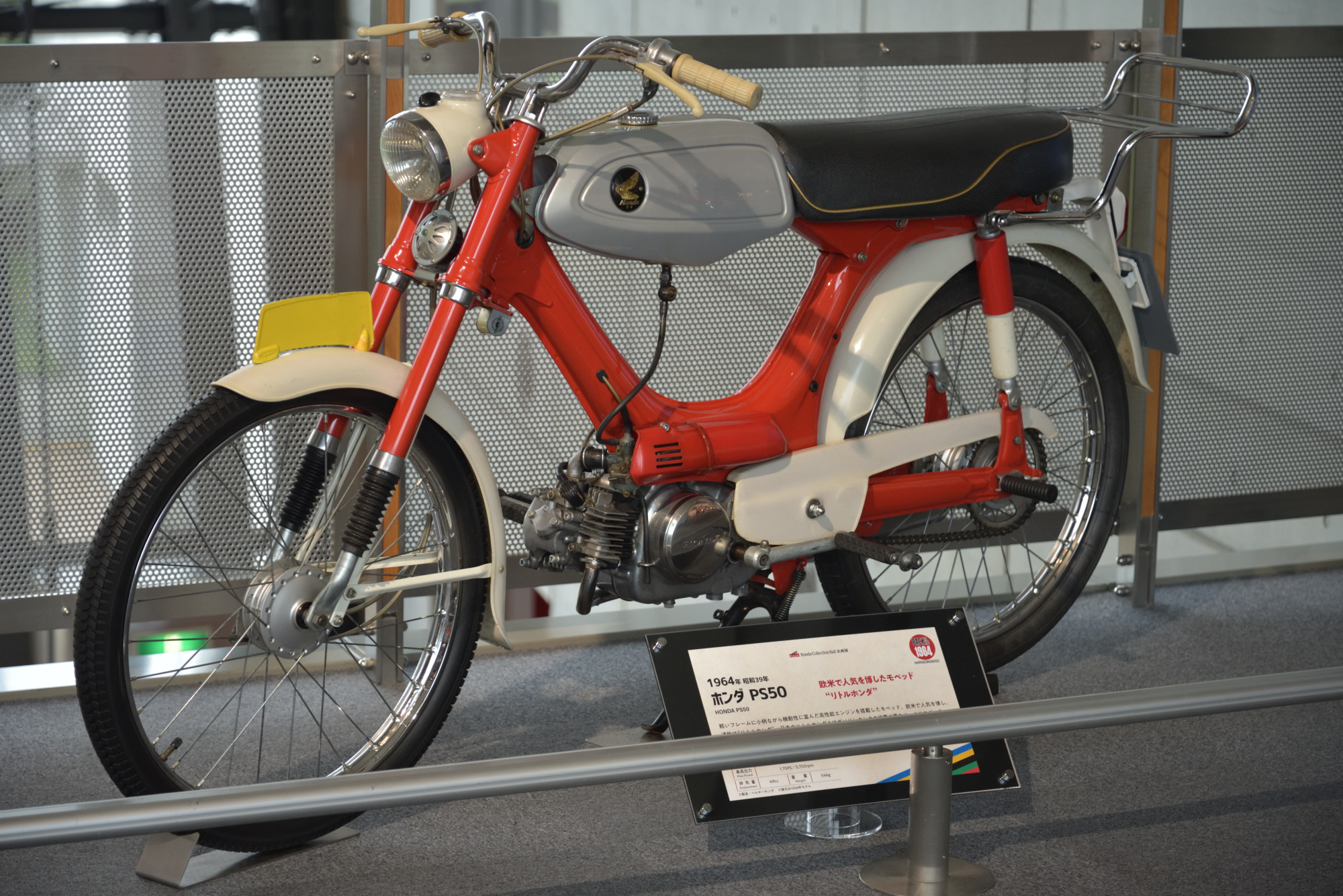
ホンダPS50（1964年型、ホンダコレクションホール蔵）
「リトルホンダ」と呼称されたとの説明表示あり

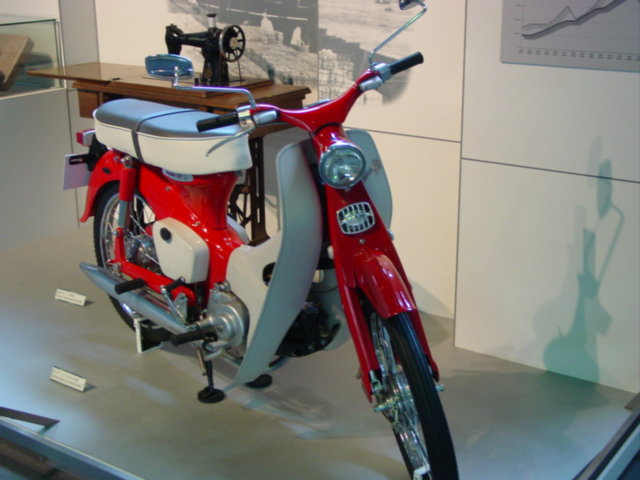
ホンダCA100（C100輸出仕様、トヨタ博物館蔵）

「リトル・ホンダ」 (Little Honda) は、ブライアン・ウィルソンとマイク・ラヴが共作した、アメリカ合衆国のロック・バンド、ザ・ビーチ・ボーイズの楽曲。

## 概要
1964年のアルバム『オール・サマー・ロング』に収録され、EP『Four by The Beach Boys』にも入れられた。また、同年にシングル・カットもされた。
「ホンダ」とは本田技研工業の小型オートバイに対する英語圏の俗称である。同名のモペッド「ホンダ・リトルホンダ」はこの曲のヒットを受け、1966年にリブランドされて販売開始されたものである。
歌詞は、カップルが「ホンダ・ショップ」へ行って「ホンダ」に試乗し、乗ることの楽しさや性能の素晴らしさを歌いあげ、大型バイクとの違いを強調する、という内容である。
「ホンダ」の語はアルバムの表題曲「オール・サマー・ロング」の歌詞にも登場する。いずれの曲も本田技研とのタイアップやコマーシャルソングとして作られたものではなかったが、本曲は2020年11月に同社の軽乗用車「N-ONE」のCMソングとして使用された。
シングル盤はBillboard Hot 100の最高65位にとどまったが、他の国々では人気が出て、1965年はじめには、スウェーデンでチャートの首位、ノルウェーで8位まで上昇したと当時の『ビルボード』誌に報じられ、カナダでは『RPM』のチャートで15位、ドイツでは44位となった。
北米の地域的なチャートでは、特にロサンゼルス、ワシントンD.C.、ミネアポリス（以上の都市では最高2位）、バンクーバー（3位）、リッチモンド（4位）、モントリオール（6位）、サンノゼ （8位）で人気を集め、さらにマイアミ、シンシナティ、ウィニペグや、ニューイングランド地方のスプリングフィールド、マンチェスターなどでも、トップ10に近いところまで浮上した。

## カバー
- ホンデルズ（英語版） - シングル、1964年
Billboard Hot 100で最高9位まで上昇
- ジャン&ディーン
- ジャニーズ - ソノシート、1964年。安井かずみによる日本語詞で歌唱
- Mi-Ke - アルバム『太陽の下のサーフィン・JAPAN』1992年
- ザ・クイアーズ（英語版） - EP『Bubblegum Dreams』1996年、ルックアウト・レコード（Lookout!）
- ヨ・ラ・テンゴ - アルバム『I Can Hear the Heart Beating as One』1997年